# Balletti russi
I Balletti russi (fr. Ballets russes) fu una compagnia di danza classica che, dopo essersi esibita per alcune stagioni a Parigi (celebre quella del 1909), fu fondata ufficialmente nel 1911 dall'impresario russo Sergej Pavlovič Djagilev.

## Caratteristiche
La sede dapprima fu stabilita a Parigi, in seguito fu spostata a Monte Carlo. L'organico della compagnia comprendeva i migliori ballerini provenienti dai due teatri russi più importanti: il moscovita Bol'šoj e il pietroburghese Mariinskij.
L'intento iniziale di Djagilev era quello di esportare il tecnicismo e l'arte russa nell'Europa occidentale, ma subito la genialità dell'artista, fusa con quella di artisti italiani, francesi e spagnoli, portò alla creazione di un'équipe composta dai più importanti artisti dell'epoca tra cui Picasso, Debussy e Vaclav Nižinskij.
La grandiosa vitalità dei Balletti russi si fece strada attraverso i due decenni successivi, tanto che divenne la più influente compagnia di balletto del XX secolo.
Fra il 1925 ed il 1929 l'orchestra della compagnia fu guidata dal compositore e direttore francese Roger Désormière.

## Storia della compagnia
In principio le coreografie furono tutte di Michel Fokine che si dimise quando Vaclav Nižinskij coreografò Il pomeriggio di un fauno per tornare poi nel 1913 quando Nižinskij venne licenziato in seguito al matrimonio con la danzatrice ungherese Romola de Pulsky. Successivamente le coreografie furono affidate a Léonide Massine, poi a Bronislava Nižinskaja, sorella di Vaclav, e a George Balanchine che fu l'ultimo coreografo dei Balletti russi.
La direzione artistica dei Balletti russi fu curata da Léon Bakst, il cui rapporto con Djagilev risaliva al 1898, quando i due assieme ad Alexander Benois fondarono la rivista d'avanguardia Mir Iskusstva (Il mondo dell'arte). Insieme svilupparono una forma di balletto innovativa, in cui tutte le arti concorrevano insieme alla riuscita espressiva. Il richiamo esotico dei Balletti russi influenzò i pittori fauves e il nascente stile Art Déco.
Comunque, per ogni scelta era importantissimo l'apporto personale di Djagilev, che mirava da un lato a riproporre i balletti della tradizione classica e dall'altro a crearne di nuovi, al passo coi tempi, lavorando con i migliori artisti in ogni campo. Non essendo né musicista, né scenografo, né coreografo, egli fu principalmente un animatore, un organizzatore attorno a cui ruotava il lavoro degli altri. In ogni sua scelta dimostrò sempre intuito e convinzione nel proprio giudizio estetico.
I Balletti russi era una compagnia itinerante, ma molti dei balletti esordirono a Parigi o a Monte Carlo; dal 1922 fino alla morte di Djagilev la compagnia fu semistabile all'Opera di Monte Carlo.

### I grandi nomi
I ballerini e i coreografi che lavorarono con la compagnia furono: Anna Pavlova, Matil'da Kšesinskaja, Michel Fokine, Tamara Karsavina, Vaclav Nižinskij, Léonide Massine, Aleksandra Danilova, Ida Rubinstein, Alicia Markova, Lidija Lopuchova, Ruth Page, George Balanchine e Serge Lifar.
Tra i pittori più importanti e famosi che crearono scene e costumi per la compagnia si possono ricordare: Léon Bakst, Alexandre Benois, Georges Braque, Pablo Picasso, Ivan Bilibin, Pavel Čeliščev, Natal'ja Gončarova, Michail Larionov, André Derain, Henri Matisse, Giorgio De Chirico, Carlo Socrate e Maurice Utrillo.
Tra i compositori, personaggi del calibro di Claude Debussy, Darius Milhaud, Francis Poulenc, Sergej Prokof'ev, Maurice Ravel, Erik Satie, Ottorino Respighi, Richard Strauss, e, in particolare, Igor' Stravinskij, che fu scoperto da Djagilev quando era solo una promessa, aprendogli la strada al futuro successo.

### Le principali produzioni

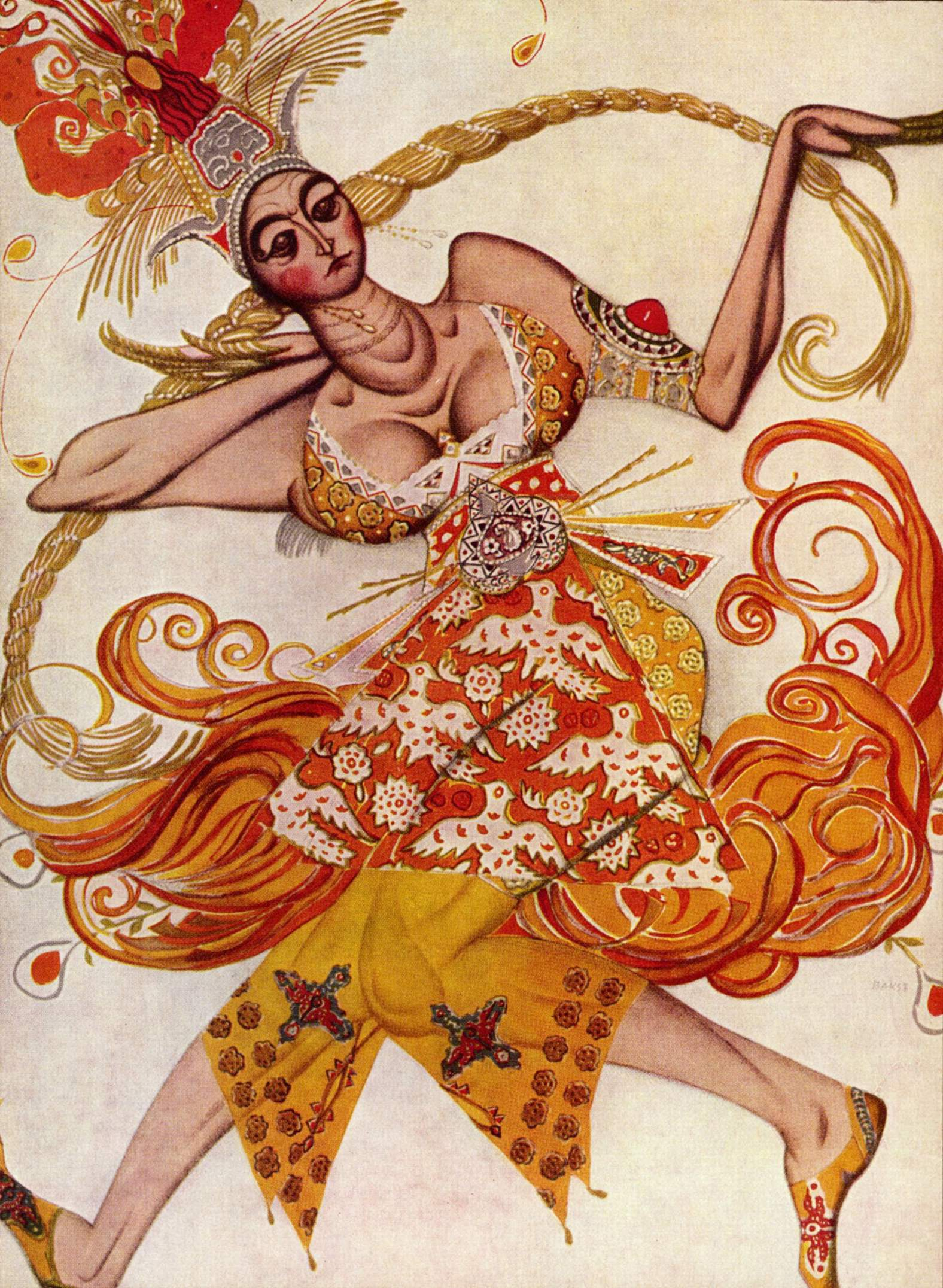
Léon Bakst: L'uccello di fuoco, Ballerina, 1910

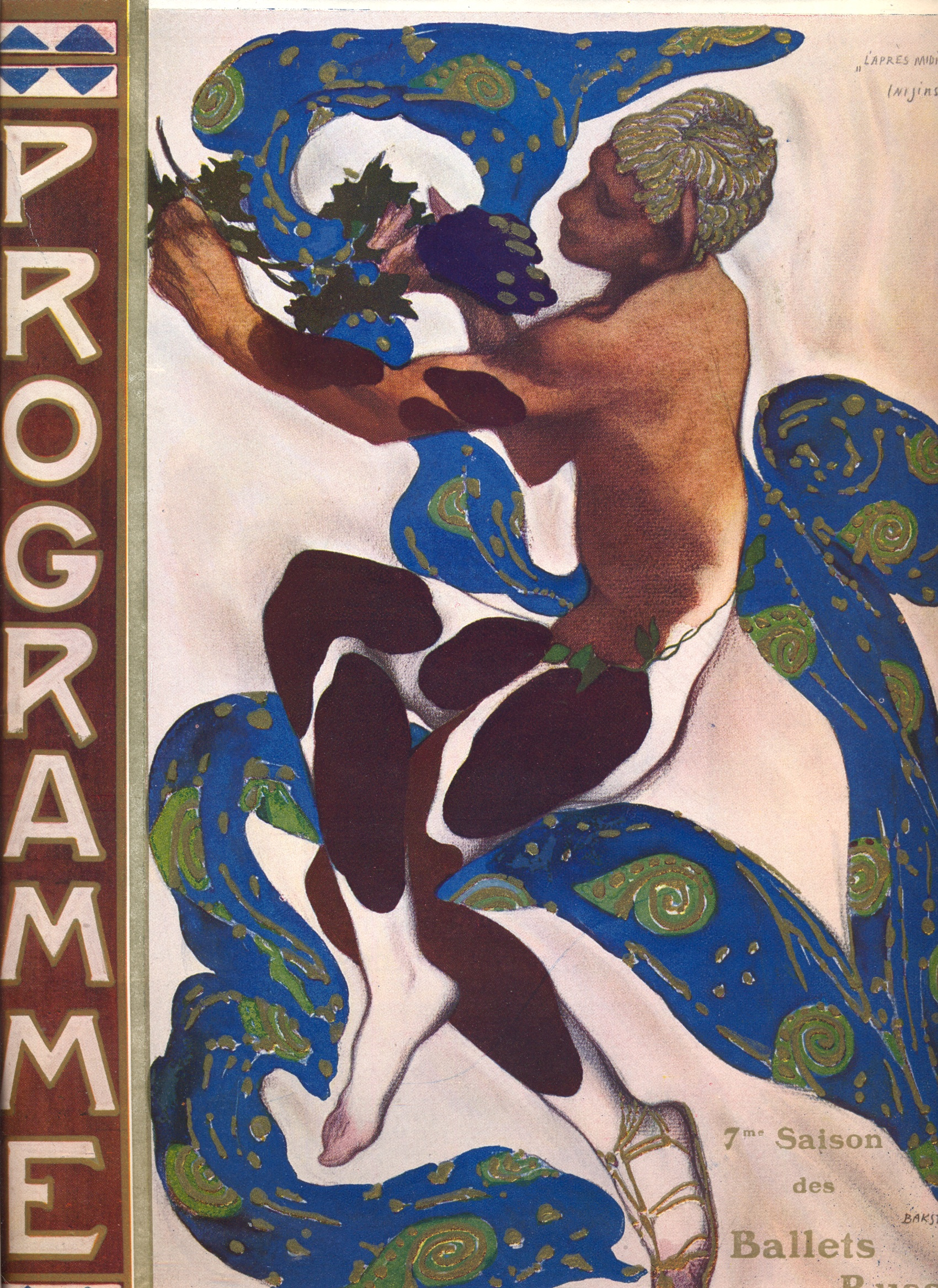
Léon Bakst: Vaclav Nižinskij ne Il pomeriggio di un fauno, 1912

| Anno | Titolo                    | Compositore                                        | Coreografo          | Allestimento e costumi                                          |
| 1909 | Les Sylphides             | da Fryderyk Chopin                                 | Michel Fokine       | Alexandre Benois                                                |
| 1909 | Le pavillon d'Armide      | Nikolaj Čerepnin                                   | Michel Fokine       | Alexandre Benois                                                |
| 1909 | Danze polovesiane         | Aleksandr Borodin                                  | Michel Fokine       | Nicholas Roerich                                                |
| 1909 | Cléopâtre                 | Anton Arenskij                                     | Michel Fokine       | Léon Bakst                                                      |
| 1910 | L'uccello di fuoco        | Igor' Stravinskij                                  | Michel Fokine       | Aleksandr Golovin, Léon Bakst                                   |
| 1910 | Shéhérazade               | Nikolaj Rimskij-Korsakov                           | Michel Fokine       | Léon Bakst                                                      |
| 1910 | Le carnaval               | Robert Schumann                                    | Michel Fokine       | Léon Bakst                                                      |
| 1911 | Petruška                  | Igor' Stravinskij                                  | Michel Fokine       | Alexandre Benois                                                |
| 1911 | Le Spectre de la Rose     | Carl Maria von Weber                               | Michel Fokine       | Léon Bakst                                                      |
| 1912 | Il pomeriggio di un fauno | Claude Debussy                                     | Vaclav Nižinskij    | Léon Bakst, Odilon Redon                                        |
| 1912 | Daphnis et Chloé          | Maurice Ravel                                      | Michel Fokine       | Léon Bakst                                                      |
| 1912 | Le Dieu Bleu              | Reynaldo Hahn                                      | Michel Fokine       | Léon Bakst                                                      |
| 1912 | Tamara                    | Milij Balakirev                                    | Michel Fokine       | Léon Bakst                                                      |
| 1913 | Jeux                      | Claude Debussy                                     | Vaclav Nižinskij    | Léon Bakst                                                      |
| 1913 | La sagra della primavera  | Igor' Stravinskij                                  | Vaclav Nižinskij    | Nicholas Roerich                                                |
| 1913 | Tragédie de Salomé        | Florent Schmitt                                    | Boris Romanov       | Sergej Sudejkin                                                 |
| 1914 | La légende de Joseph      | Richard Strauss                                    | Michel Fokine       | Léon Bakst                                                      |
| 1914 | Il gallo d'oro            | Nikolaj Rimskij-Korsakov                           | Michel Fokine       | Natal'ja Gončarova                                              |
| 1915 | Soleil de Nuit            | Nikolaj Rimskij-Korsakov                           | Léonide Massine     | Michail Larionov                                                |
| 1917 | Parade                    | Erik Satie                                         | Léonide Massine     | Pablo Picasso                                                   |
| 1919 | La boutique fantasque     | Ottorino Respighi su un brano di Gioachino Rossini | Léonide Massine     | André Derain                                                    |
| 1919 | Le tricorne               | Manuel de Falla                                    | Léonide Massine     | Pablo Picasso                                                   |
| 1920 | Le chant du rossignol     | Igor' Stravinskij                                  | Léonide Massine     | Henri Matisse                                                   |
| 1920 | Pulcinella                | Igor' Stravinskij                                  | Léonide Massine     | Pablo Picasso                                                   |
| 1921 | Le chout                  | Sergej Prokof'ev                                   | Michail Larionov    | Michail Larionov                                                |
| 1921 | La bella addormentata     | Pëtr Čajkovskij                                    | Marius Petipa       | Léon Bakst                                                      |
| 1922 | Renard                    | Igor' Stravinskij                                  | Bronislava Nijinska | Michail Larionov                                                |
| 1923 | Les noces                 | Igor' Stravinskij                                  | Bronislava Nijinska | Natal'ja Gončarova                                              |
| 1924 | Les biches                | Francis Poulenc                                    | Bronislava Nijinska | Marie Laurencin                                                 |
| 1924 | Les Fâcheux               | Georges Auric                                      | Bronislava Nijinska | Georges Braque                                                  |
| 1924 | Le train bleu             | Darius Milhaud                                     | Bronislava Nijinska | Laurens (scene), Coco Chanel (costumi), Pablo Picasso (fondali) |
| 1925 | Les matelots              | Georges Auric                                      | Léonide Massine     | Pruna                                                           |
| 1926 | Jack in the Box           | Erik Satie                                         | George Balanchine   | André Derain                                                    |
| 1927 | La chatte                 | Henri Sauguet                                      | George Balanchine   | Antoine Pevsner                                                 |
| 1927 | Mercure                   | Erik Satie                                         | Léonide Massine     | Pablo Picasso                                                   |
| 1927 | Le pas d'acier            | Sergej Prokof'ev                                   | Léonide Massine     | Georgij Jakulov                                                 |
| 1928 | Apollon musagète          | Igor' Stravinskij                                  | George Balanchine   | André Bauchant                                                  |
| 1929 | Il figliol prodigo        | Sergej Prokof'ev                                   | George Balanchine   | Georges Rouault                                                 |

### La fine dell'era Djagilev

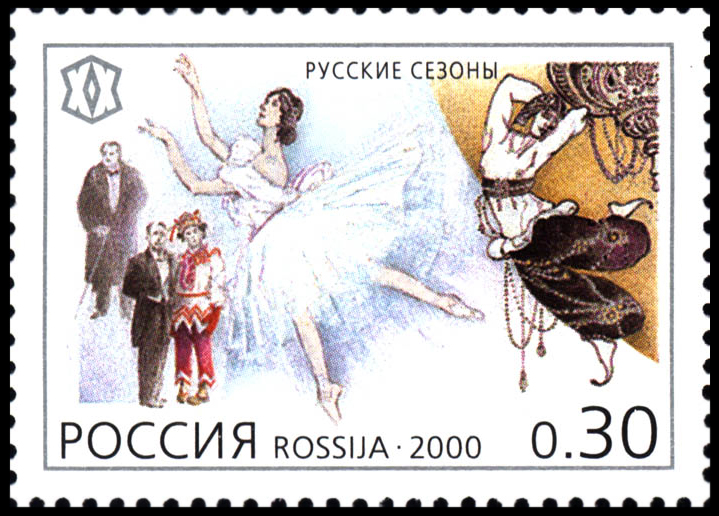
Francobollo commemorativo dei balletti russi

I Balletti russi non sopravvissero alla morte di Djagilev, avvenuta a Venezia il 19 agosto del 1929; la compagnia era gravata da molti debiti e la proprietà fu reclamata dai creditori, i ballerini rimasero quindi senza lavoro. Negli anni seguenti però, la compagnia, solo di nome, fu riportata in vita da René Blum, direttore artistico dell'Opéra de Monte Carlo e dal colonnello Wassily de Basil, imprenditore russo emigrato in Francia; con il nome di Balletto russo di Monte Carlo diedero le prime rappresentazioni nel 1932. George Balanchine e Léonide Massine realizzarono le coreografie e Tamara Tumanova fu danzatrice principale.

## IBalletti russinella musica
- Franco Battiato nella canzone Prospettiva Nevskij (la strada principale di San Pietroburgo) parla dei Balletti russi e della relazione personale e professionale esistente fra l'impresario teatrale Sergej Djagilev e il suo più famoso ballerino, Vaclav Nižinskij.